# Timothy Brown (kunstschilder)
Timothy Brown of Tim Brown (nabij Jackson Mississippi, 4 augustus 1923) is een Amerikaanse kunstschilder.
Brown bracht zijn jeugd door op de boerderij van zijn ouders. Hij begon als kind te schilderen met de verf die zijn vader gebruikte om het huis mee op te knappen. Later moest hij de middelbare school verlaten om mee te helpen op het boerenbedrijf van zijn vader.
Brown bracht zijn militaire dienstplicht door in Californië, tijdens  de Tweede Wereldoorlog. Hij hoopte dat hij als militair naar Europa gestuurd zou worden, maar dit gebeurde niet. Na de oorlog zwierf hij een tijd lang door de Verenigde Staten om in 1948 weer terug te keren naar het huis van zijn ouders. In 1950 trouwde hij. Zijn ouders stierven allebei in 1951. Om zijn twee kinderen iets te laten zien van zijn eigen jeugd begon hij opnieuw met schilderen. Hij schilderde eenvoudige afbeeldingen op oude planken en afvalhout. Deze werken hebben vooral zijn eigen leven op het platteland tot onderwerp, zoals vissen op de rivier, mensen die op het land werken en zijn hond. 
In 1968 stierf Browns vrouw en zijn twee kinderen verlieten de boerderij. Hij bleef alleen achter en zonderde zich daarna volslagen af van zijn omgeving. Brown bleef wel schilderen en zijn stijl bleef onveranderd.
Brown beschouwt zichzelf niet als een kunstenaar. Zijn schilderijen zijn een naïeve weergave van de werkelijkheid om hem heen. In de Verenigde Staten worden zijn schilderijen getypeerd als volkskunst. In Europa hangt zijn werk in musea en galeries en wordt Brown gezien als een modernist met een eigen verhaal.
Brown leeft anno 2008 niet meer op zijn boerderij, maar in totale afzondering. Hij heeft alleen nog contact met zijn agent Tom Turner. 

## Publicaties
Door de Haarlemse uitgeverij Ars et Animatio werd in 2005 het boek Tim Brown, Master Of Mississippi (1950s and 1960s) uitgegeven bij gelegenheid van de eenmanstentoonstelling in de Kunsthal in Rotterdam.
In 2003 werd door Overmountain Press een kinderboek uitgegeven getiteld Bark and Tim: A True Story of Friendship, met afbeeldingen van Brown.
In 2008 verschijnt "Tim Brown Zonderling en modernist" geschreven door Guus Maris en vormgegeven door Gert Jan Slagter en Thom Mercuur bij gelegenheid van de eenmanstentoonstelling in Museum Belvédere in Oranjewoud.